# Henri V le Gros
Pour les articles homonymes, voir Henri, Henri V et Gros.
Henri V le Gros (ou Henri V l’Obèse, en polonais Henryk V Gruby ou Henryk V Brzuchaty), de la dynastie des Piasts, est né entre 1245 et 1250, et mort le 22 février 1296. Il est le fils aîné de Boleslas II le Chauve et d’Edwige d'Anhalt (pl). 
Il est duc de Jawor (1273-1278), duc de Liegnitz (à partir de 1278), duc de Breslau et Brzeg (à partir de 1290), duc de Namysłów et d’Oleśnica (1290-1294). 
Il passe sa jeunesse à la cour d’Ottokar II de Bohême où il apprend les arcanes de la politique et l’art militaire. En 1264, il reçoit la ceinture de chevalier des mains du roi de Bohême. 

## Duc de Jawor
En 1273, son père lui offre le duché de Jawor. En 1277, son père, qui n’a jamais accepté d’avoir perdu le duché de Breslau, fait enlever Henri IV le Juste. Henri III de Głogów, Przemysl II et des chevaliers du duché de Breslau mettent sur pied une opération militaire pour délivrer Henri IV. Les coalisés sont écrasés le 24 avril par l'armée du duché de Liegnitz, dirigée par Henri V le Gros (Bataille de Stolcem). Henri III de Głogów et Przemysl II sont capturés. Boleslas ne relâche ses prisonniers qu'à la fin de l’année, à la suite de la médiation d’Ottokar II de Bohême. Henri III de Głogów ne pardonnera jamais à Henri V le Gros.

## Duc de Legnica
Boleslas II le Chauve meurt le 26 décembre 1278. Ses fils se partagent son duché. Henri V laisse le duché de Jawor à son frère Bolko Ier et donne le duché de Lwówek à son frère Bernard l’Adroit. Il se réserve le duché de Legnica ainsi que le territoire pris à Henri IV le Juste en 1277 avec la ville de Środa Śląska. Continuant la politique menée par son père, ses relations restent très froides avec les autres ducs de Silésie. En février 1281, il accepte l’invitation d’Henri IV le Juste qui souhaite rencontrer tous les ducs Piasts de la région. En réalité, il s’agit d’un piège. À leur arrivée, Henri V le Gros, Henri III de Głogów et Przemysl II sont arrêtés et emprisonnés. Henri IV ne les relâche qu’en échange d’un hommage de vassalité. Henri V le Gros sera le seul à rompre son serment. Lorsqu’Henri IV se battra pour le trône de Cracovie, il se rapprochera d’un de ses rivaux, Venceslas II de Bohême.

## Duc de Breslau
Henri IV le Juste meurt inopinément le 23 juin 1290, sans doute empoisonné. Il a le temps de rédiger un testament par lequel il offre le duché de Breslau (Basse-Silésie) à Henri III de Głogów. Henri III ayant la réputation d’être très autoritaire, les bourgeois et les nobles de Breslau ne l’acceptent pas comme souverain et celui-ci, devant la révolte, doit s’enfuir en juillet 1290. La population de Breslau offre le trône à Henri V le Gros, qui a la réputation d’être plus malléable, mais les nobles qui pensaient pouvoir le manipuler se rendront très vite compte de leur erreur. Henri III de Głogów ne se résigne pas à perdre la Basse-Silésie et un conflit de longue durée s’ouvre avec Henri V le Gros pour la possession du duché de Breslau.

## La guerre avecHenriIIIde Głogów
Déjà à la fin de 1290, Henri III de Głogów oblige Henri V le Gros à lui restituer une partie du duché de Breslau, avec les villes de Krosno nad Odrą, Chojnów, Bolesławiec, Gościszów, Nowogrodziec, Ścinawa, Wińsko, Syców, Uraz, Trzebnica, Milicz et Sądowel. 
Les deux camps commencent à se chercher des alliés. Henri III de Głogów se lie avec Albert, le duc de Brunswick-Lunebourg et épouse sa fille Mathilde en mars 1291. Il s’allie aussi avec Othon IV, le margrave de Brandebourg, de la dynastie des Ascaniens, ainsi qu’avec Przemysl II de Grande-Pologne. Henri V le Gros renforce ses liens avec Venceslas II de Bohême. Parallèlement, il renforce sa position à Breslau en éliminant tous ses opposants politiques.

## L’enlèvement et l’emprisonnement d’HenriVle Gros
Au début novembre 1293, Henri III réussit à faire enlever Henri V le Gros et à l’emprisonner pendant 6 mois dans son château de Głogów, dans des conditions très difficiles, jusqu’au moment où celui-ci accepte de lui céder une grande partie de son duché (avec les villes de Namysłów, Bierutów, Oleśnica, Kluczbork, Byczyna, Wołczyn, Olesno, Chojnów et Bolesławiec), de lui verser une importante somme d’argent et d’être son allié pendant cinq ans.

## Les relations avec son frèreBolkoIerde Świdnica
En 1290, Bolko Ier de Świdnica réussit à arracher la partie méridionale du duché de son frère Henri V le Gros, avec Świdnica, Ziębice, Ząbkowice Śląskie et Strzelin. Pendant la guerre et l’emprisonnement d’Henri V le Gros, la position de Bolko est assez ambiguë. Il reste à l’écart du conflit.

## Décès
Henri V le Gros n’arrive pas à se remettre des difficiles conditions de captivité qu’il a vécues. Malade, il place son duché sous la protection du pape. Il décède le 22 février 1296 et est inhumé au couvent des Clarisses de Breslau. 

## Mariage et descendance
Henri V le Gros avait épousé Élisabeth, la fille de Boleslas le Pieux, le duc de Grande-Pologne. Elle lui a donné 7 enfants :
1. Edwige (vers 1277 – après 3 février 1347), mariée en 1289/95 à Otto, second fils d'Othon V de Brandebourg. Après le décès de son mari, elle devient nonne au couvent des Clarisses à Breslau
2. Euphémie (vers 1278 – juin 1347), mariée en 1300 à Otto II de Goritz, duc de Carinthie. Leur fille Élisabeth de Carinthie est l'ancêtre directe des rois de Sicile, d'Aragon et de Castille
3. Anne (1284 – 2/3 octobre 1343), abbesse au couvent des Clarisses à Breslau
4. Élisabeth (vers 1290 – novembre 1357/58), abbesse du couvent des Clarisses à Breslau
5. Boleslas (23 septembre 1291 – 21 avril 1352)
6. Hélène (vers 1293 – après 1300), nonne au couvent des Clarisses à Gniezno
7. Henri (18 mars 1294 – 24 novembre 1335)
8. Ladislas (6 juin 1296 –13 janvier après 1352)